# Mistrzostwa Polski w Narciarstwie Alpejskim 2022
Mistrzostwa Polski w Narciarstwie Alpejskim 2022, właśc. Międzynarodowe Mistrzostwa Polski w Narciarstwie Alpejskim 2022 – edycja mistrzostw Polski w narciarstwie alpejskim, zorganizowana w dniach od 11 do 13 stycznia w Szczawnicy oraz 11 marca w Szczyrku w celu wyłonienia medalistów mistrzostw Polski na rok 2022. Rozegrano zawody w slalomie, slalomie gigancie i slalomie równoległym, superkombinacji i superkombinacji. Na starcie nie pojawiły się Maryna Gąsienica-Daniel i Magdalena Łuczak, które skupiły się na przygotowaniach do igrzysk olimpijskich w Pekinie.

## Medalistki i medaliści

### Kobiety
| Konkurencja       | Złoto                                     | Wynik   | Srebro                                | Wynik   | Brąz                                                                   | Wynik   |
| ----------------- | ----------------------------------------- | ------- | ------------------------------------- | ------- | ---------------------------------------------------------------------- | ------- |
| Slalom gigant     | Hanna Zięba KS Tatra Ski Academy Zakopane | 1:44,55 | Daria Krajewska AZS Zakopane          | 1:46,69 | Maja Chyla KS Yeti Kraków                                              | 1:46,82 |
| Slalom            | Zuzanna Czapska WKN Warszawa              | 1:37,69 | Aniela Sawicka MMS Dendyski Koszarawa | 1:37,81 | Maja Chyla KS Yeti Kraków                                              | 1:38,72 |
| Slalom równoległy | Zuzanna Czapska WKN Warszawa              |         | Maja Chyla KS Yeti Kraków             |         | Hanna Zięba KS Tatra Ski Academy Zakopane Daria Krajewska AZS Zakopane |         |
| Supergigant       | Emilia Żółtek MITAN-Ski Zakopane          | 1:03,78 | Magdalena Bańdo Team MB Szczyrk       | 1:03,81 | Maja Chyla KS Yeti Kraków                                              | 1:03,89 |
| Superkombinacja   | Maja Chyla KS Yeti Kraków                 | 1:59,25 | Emilia Żółtek MitanSki Zakopane       | 2:02,68 | Zuzanna Świgut KS Narciarnia Nowy Sącz                                 | 2:02,70 |

### Mężczyźni
| Konkurencja       | Złoto                         | Wynik   | Srebro                                   | Wynik   | Brąz                                     | Wynik   |
| ----------------- | ----------------------------- | ------- | ---------------------------------------- | ------- | ---------------------------------------- | ------- |
| Slalom gigant     | Paweł Pyjas AZS-AWF Katowice  | 1:40,03 | Piotr Habdas AZS-AWF Katowice            | 1:40,66 | Michał Michalik AZS-AWF Katowice         | 1:40,79 |
| Slalom            | Paweł Pyjas AZS-AWF Katowice  | 1:38,14 | Michał Michalik AZS-AWF Katowice         | 1:39,12 | Bartłomiej Sanetra MKS Skrzyczne Szczyrk | 1:40,54 |
| Slalom równoległy | Paweł Pyjas AZS-AWF Katowice  |         | Bartłomiej Sanetra MKS Skrzyczne Szczyrk |         | Piotr Szeląg MitanSki Zakopane           |         |
| Supergigant       | Piotr Habdas AZS-AWF Katowice | 59,21   | Nicholas Czarnik TEAM MB Szczyrk         | 59,93   | Szymon Bębenek AZS Zakopane              | 1:00,48 |
| Superkombinacja   | Piotr Habdas AZS-AWF Katowice | 1:50,47 | Szymon Bębenek AZS Zakopane              | 1:52,35 | Igor Szymański TEAM MB Szczyrk           | 1:53,48 |